# Saragozza Open 1993
L'ATP Saragozza 1993 è stato un torneo di tennis giocato sulla terra rossa. È stata la 1ª edizione dell'ATP Saragozza, che fa parte della categoria World Series nell'ambito dell'ATP Tour 1993.
Il torneo si è giocato a Saragozza in Spagna dall'8 al 21 marzo 1993.

## Campioni

### Singolare maschile
Karel Nováček ha battuto in finale  Jonas Svensson con il punteggio di 3–6, 6–2, 6–1

### Doppio maschile
Martin Damm /  Karel Nováček hanno battuto in finale  Mike Bauer /  David Rikl con il punteggio di 2–6, 6–4, 7–5